# پیمان مونترو
پیمان مونترو (به انگلیسی: Montreux Convention Regarding the Regime of the Straits) موافقت‌نامه‌ای بین ترکیه و قدرت‌های جهانی و منطقه‌ای بود که به ترکیه اجازه کنترل ترابری دریایی در تنگه‌های بسفر و داردانل را می‌داد. این پیمان در ۲۰ ژوئیه ۱۹۳۶ امضا شد.

## پیشینه
در معاهده سور که در روز ۱۰ اوت ۱۹۲۰ میلادی برای تنبیه امپراتوری عثمانی پس از جنگ جهانی اول امضا شده بود تنگه‌های بسفر و داردانل بین‌المللی شده و سرزمین‌های اطراف آنها غیرنظامی اعلام شدند. پیمان لوزان نیز که در ۲۴ ژوئیه ۱۹۲۳ با دولت جدید ترکیه بسته شده بود این امر را تأیید کرد ولی آن را منوط به امن بودن شرایط در استانبول نمود.
در سال ۱۹۳۶ ترکیه با بیان اینکه بنابر تحولات اخیر جهانی (حمله ایتالیا به حبشه، حادثه موکدن، و حمله امپراتوری ژاپن به چین، و همچنین اشغال جبهه غربی رود راین از سوی آلمان نازی) و اینکه با تغییر اوضاع بین‌المللی دیگر تأمین امنیت آن ممکن نیست از امضا کنندگان پیمان لوزان خواست در یک گردهمایی تازه به بازنگری این پیمان اقدام کنند.

## مفاد
پایه پیمان مونترو حاکمیت ترکیه بر تنگه‌های بسفر و داردانل را تضمین می‌کند و همزمان اجازه عبور رایگان کشتی‌های تجاری را می‌دهد. بر پایه این پیمان برای کشتی‌های جنگی کشورهایی که در دریای سیاه ساحل ندارند محدودیت‌هایی مانند وزن کشتی‌ها (کمتر ۴۵ هزار تن) و طول اقامت کمتر از ۲۱ روز در دریای سیاه در نظر گرفته شده است. همچنین ناوهای هواپیمابر همه کشورها حتی کشورهای حاشیه دریای سیاه حق عبور از این دو تنگه را ندارند و فقط زیردریایی‌های کشورهای ساحلی دریای سیاه می‌توانند از این تنگه‌ها عبور کنند. کشورهای حاشیه دریای سیاه باید ۸ روز پیش از عبور کشتی‌های نظامی خود از این تنگه‌ها این موضوع را به مقامات ترکیه اطلاع دهند و کشورهای دیگر هم باید اینکار را از ۱۵ روز پیشتر انجام دهند.

تنگه بسفر
تنگه داردانل

## بازنگری

### جنگ سرد
در اوایل دوران جنگ سرد طی یادداشتی در ۷ آگوست ۱۹۴۶ اتحاد جماهیر شوروی سوسیالیستی خواستار اعمال حاکمیت مشترک بر تنگه‌های بسفر و داردانل و تمایل به داشتن پایگاه دائمی در داردانل با بازنگری در پیمان مونترو شد. دولت‌های غربی پشتیبانی خود را از ترکیه اعلام نمودند و سرانجام به دفاع قاطع از ترکیه برخاستند. دکترین ترومن جدی بودن این مسئله را اثبات کرد.

### کانال استانبول
با آغاز ساخت کانال استانبول در سال ۲۰۲۱ دولت ترکیه خواستار بازنگری در پیمان مونترو شده تا بتواند از رفت‌وآمد کشتی‌های تجاری پول بگیرد. در ۴ آوریل ۲۰۲۱، ۱۰۴ دریادار بازنشسته نیروی دریایی ترکیه در بیانیه‌ای نسبت به هر گونه تغییر در این پیمان هشدار دادند و آنرا برای حفظ ثبات در دریای سیاه ضروری دانستند. این دریاداران، تغییر در پیمان مونترو را نقض بی‌طرفی ترکیه و بازکردن پای کشورهای دیگر به دریای سیاه دانستند. به گفته‌های کارشناسان، تغییر در پیمان مونترو به نفع ایالات متحده آمریکا و به ضرر روسیه خواهد بود.